# Бабаков, Павел Фёдорович
Па́вел Фёдорович Бабако́в (3 декабря 1946, Ленинград — 4 апреля 1994, Москва) — советский и российский актёр, певец (бас-профундо).

## Биография
Родился в Ленинграде в семье военного Фёдора Бабакова. Вскоре семья переехала в Харьков, где Павел начал обучение в харьковской музыкальной школе по классу фортепиано. Начал петь в юношеском хоре, в котором вскоре стал солистом. Вскоре он переехал в Москву, где поступил в институт имени Гнесиных на вокальное и дирижёрско-хоровое отделения.
Его приглашали для участия в телевизионных конкурсах «С песней по жизни» и «Песня-80», он выступал на радио, озвучивал кинофильмы, участвовал в гастрольных турне. Успешным оказалось сотрудничество с вокально-инструментальным ансамблем «Голубые гитары» под управлением Игоря Гранова, а музыканты группы «Поющие сердца» вспоминали:

«Его вокальные данные были феноменальны. Бас-профундо — один из редких голосов в природе. Его диапазон составлял шесть октав, разве это не удивительно? Он мог исполнить сцену из оперы за бас, баритон, тенор и сопрано. Даже для нас-музыкантов — это было шоком. В природе мы не встречали больше такого голоса. Это уникально».. Каждая музыкальная фраза, спетая Павлом Бабаковым, «нагрета волнами подлинной и глубокой чувственности».
Сыграл роль мясника в фильме Леонида Квинихидзе «Мэри Поппинс, до свидания». Небольшая роль запомнилась зрителям точностью образа, а песня, которая начиналась словами «Два фунта, Вы сказали!», доносила этот образ необычным тембром голоса певца, изобилием красочных звуков и штриховок.
Одновременно с публичной певческой карьерой многие годы вёл подпольную жизнь карточного игрока; считался одним из самых известных карточных игроков СССР.
4 апреля 1994 года убит в собственной квартире, предположительно, из-за карточного долга. После убийства квартира с телом певца была подожжена. Убийство не было расследовано.
Похоронен на Хованском кладбище.

## Дискография
В репертуаре Павла Бабакова были русские народные песни, старинные русские романсы, песни Оскара Фельцмана и эстрадные песни «Вдоль по Питерской», «В лесу прифронтовом», которую Павел Бабаков исполнял на телевизионном конкурсе «Песня-80», участвовал в мюзикле Геннадий Гладков «Старик Хоттабыч» исполнив партию милиционера.
Несколько звукозаписывающих фирм издали DVD диски с песнями в исполнении Павла Бабакова, среди них:
Сборник русских народных песен «Вдоль по Питерской»
Альбом старинных русских романсов «Только раз бывает в жизни встреча…», записанный на чехословацкой студии «Супрафон» в 1990 году
Сборник «Старинные русские романсы», записанный вместе с оркестром Чехословацкого радио города Брно в 1991 году.
Посмертные издания:
В альбоме песен Оскара Фельцмана. «Я Вас люблю. Ландыши» 1996 года — песня «Старые слова» в исполнении Валентины Толкуновой
Два издания 2006 года «Шедевры русских романсов» и «Шедевры русских песен», в которых есть песни, в исполнении Бабакова «Выйду на улицу», «Застольная», «Шумел камыш», «Вдоль по Питерской», «Я встретил Вас», «Только раз бывает в жизни встреча» и «Вечерний звон»
| №   | Название                            | Длительность |
| --- | ----------------------------------- | ------------ |
| 1.  | «Я встретил Вас»                    | 5‘27         |
| 2.  | «Бубенцы»                           | 4‘40         |
| 3.  | «Однозвучно звенит колокольчик»     | 5‘23         |
| 4.  | «Песня ямщиков»                     | 3‘34         |
| 5.  | «Тройка»                            | 3‘40         |
| 6.  | «Вечерний звон»                     | 4‘56         |
| 7.  | «Моя душечка»                       | 3‘48         |
| 8.  | «Гусарская песня»                   | 3‘35         |
| 9.  | «Улица, улица ты брат пьяна»        | 3‘02         |
| 10. | «Только раз бывает в жизни встреча» | 4‘20         |
| 11. | «Пожалей»                           | 5‘00         |
| 12. | «Очи чёрные»                        | 4‘42         |
| 13. | «Плакал рояль»                      | 3‘55         |

В репертуаре Бабакова были также песни:
«В лесу прифронтовом» (М. Блантер — М. Исаковский), «Из-за острова на стрежень» (народная — Д. Садовников), «Метелица» (А. Варламов — А. Глебов), «Я встретил вас» (В. Шереметьев — Ф. Тютчев), «Очи чёрные» (С. Гердель — Е. Гребёнка), «Из-за острова на стрежень» (народная — Д. Садовников), «Вечерний звон» (В. Зиновьев — Т. Мур — перевод: И. Козлов), «Коробейники» (Я. Пригожий — Н. Некрасов), «Песня повара» (Е. Крылатов — Ю. Энтин), «Старый солдат» (П. Аедоницкий — М. Семёнов), «Только раз» (Б. Фомин — П. Герман), «Ухарь-купец» (Я. Пригожий — И. Никитин), «Эй, ухнем» (М. Балакирев — народная), «Эх, Настасья» (народная)

### Фильмография
- 1983 — Мэри Поппинс, до свидания! — мясник
- 1989 — Не покидай… — атаман (вокал)